# 20-as busz (Székesfehérvár)
A székesfehérvári helyi 20-as jelzésű autóbusz a Hübner András utca és a Köfém lakótelep között közlekedik, de napi 5 járat hosszabbított útvonalon, a Babér utcáig jár. A viszonylatot az Inter-Tan-Ker Zrt üzemelteti, a Volánbusz alvállalkozójaként.

## Története
2012. március 15-én nagy hétvégi menetrendritkításon esett át. Ettől kezdve szabadnapokon is munkaszüneti napokon érvényes menetrend szerint közlekedik.
A 2024. április 2-ai menetrendváltással a vonal a Jancsár utcán túl a Hübner András utcáig meg lett hosszabbítva, és immár betér a Kórház, Rendelőintézet megállóhoz. A buszok a Zimony utca megállóhely után a Köfém lakótelep körül tesznek egy kört, majd csak ezután érik el a végállomást, a Köfém lakótelepet. A Hübner András utca felé a Szivárvány Óvodától indulnak a buszok. Napi 5 járat Babér utcáig közlekedik.

## Útvonala
| Köfém lakótelep (– Babér utca) felé | Hübner András utca felé |
| --- | --- |
| Hübner András utca – Kelemen Béla utca – Halász utca – Selyem utca – Horog utca – Bakony utca – Jancsár köz – Horvát István út – Prohászka Ottokár út – Béke tér (Vasútállomás) – Mártírok útja – Adonyi út – Verseci utca (– Zombori út – Budai út – Topolyai utca – Verseci utca) – Köfém lakótelep (– Topolyai utca – Palánkai utca – Kamilla utca – Málna utca – Mályva utca – Berkenye utca – Rozmaring utca – Levendula utca – Repkény utca – Babér utca) | (Babér utca – Repkény utca – Levendula utca – Rozmaring utca – Berkenye utca – Mályva utca – Málna utca – Kamilla utca – Palánkai utca) (Szivárvány óvoda – Zombori út – Budai út – Topolyai utca) – Verseci utca – Adonyi út – Mártírok útja – Béke tér (Vasútállomás) – Prohászka Ottokár út – Horvát István út – Jancsár köz – Bakony utca – Horog utca – Selyem utca – Halász utca – Kelemen Béla utca – Gáncs Pál utca – Hübner András utca |

## Megállóhelyei
| 20 (Hübner András utca – Köfém lakótelep) | 20 (Hübner András utca – Köfém lakótelep) | 20 (Hübner András utca – Köfém lakótelep) | 20 (Hübner András utca – Köfém lakótelep) | 20 (Hübner András utca – Köfém lakótelep) | 20 (Hübner András utca – Köfém lakótelep) | 20 (Hübner András utca – Köfém lakótelep) | 20 (Hübner András utca – Köfém lakótelep) | |                                                                                  |
| nk (↓)                                    | cs (↓)                                    | b, nk (↓)                                 | b, cs (↓)                                 | Megállóhely                               | nk (↑)                                    | cs (↑)                                    | b (↑)                                     | Átszállási kapcsolatok | Létesítmények                                                                    |
| ----------------------------------------- | ----------------------------------------- | ----------------------------------------- | ----------------------------------------- | ----------------------------------------- | ----------------------------------------- | ----------------------------------------- | ----------------------------------------- | --- | -------------------------------------------------------------------------------- |
| 0                                         | 0                                         | 0                                         | 0                                         | Hübner András utca végállomás             | 28                                        | 32                                        | 32                                        | |                                                                                  |
| 1                                         | 1                                         | 1                                         | 1                                         | Beszédes József tér                       | 27                                        | 31                                        | 31                                        | | István Király Általános Iskola                                                   |
| 2                                         | 2                                         | 2                                         | 2                                         | Palotavárosi tavak                        | 26                                        | 30                                        | 30                                        | |                                                                                  |
| 3                                         | 3                                         | 3                                         | 3                                         | Csapó utca                                | 25                                        | 29                                        | 29                                        | 11A, 12A, 15, 15Y, 17, 40, 41, 42, 43, 44 | Bory Jenő Általános Iskola                                                       |
| 4                                         | 5                                         | 4                                         | 5                                         | Cserepes köz                              | 24                                        | 28                                        | 28                                        | |                                                                                  |
| 5                                         | 6                                         | 5                                         | 6                                         | Jancsár utca                              | 23                                        | 27                                        | 27                                        | 10, 10G, 22, 23, 23E, 24, 25, 26, 26A 8050, 8055, 8060, 8062, 8067, 8068, 8069, 8070, 8078 | Jancsár Hotel, SPAR, Lidl                                                        |
| 7                                         | 8                                         | 7                                         | 8                                         | Tóvárosi lakónegyed                       | 22                                        | 25                                        | 26                                        | 22, 23, 23E, 24, 25, 26, 26A | Tóvárosi Általános Iskola                                                        |
| 9                                         | 11                                        | 9                                         | 11                                        | Prohászka Ottokár templom                 | 20                                        | 22                                        | 24                                        | 13G, 33, 34, 35, 36, 37, 38, 40, 41, 43, 44 | Prohászka Ottokár-emléktemplom, Vörösmarty Mihály Művelődési Ház                 |
| 11                                        | 13                                        | 11                                        | 13                                        | Vasútállomás                              | 19                                        | 21                                        | 23                                        | 13G, 31, 31E, 32, 33, 34, 35, 36, 37, 38, 40, 41, 43, 44 7315, 7398, 8010, 8011, 8013, 8082, 8086, 8092, 8093, 8624 S30 G30 Z30 S34 S35 G43 S150 S440 S450 IC, sebesvonat, gyorsvonat, expresszvonat | Vasútállomás, Vasvári Pál Gimnázium, Kodály Zoltán Általános Iskola és Gimnázium |
| 12                                        | 14                                        | 12                                        | 14                                        | Gyár utca                                 | 17                                        | 19                                        | 21                                        | 37, 40, 41, 43, 44 |                                                                                  |
| 13                                        | 15                                        | 13                                        | 15                                        | Kinizsi utca                              | 16                                        | 17                                        | 20                                        | 37, 40, 41, 43, 44 |                                                                                  |
| 15                                        | 17                                        | 15                                        | 17                                        | Kórház, Rendelőintézet                    | 14                                        | 15                                        | 18                                        | 16, 37, 40, 41, 43, 44 |                                                                                  |
| 17                                        | 19                                        | 17                                        | 19                                        | Madách Imre utca                          | 12                                        | 13                                        | 16                                        | 16, 37 |                                                                                  |
| 18                                        | 20                                        | 18                                        | 20                                        | Raktár utca                               | 11                                        | 12                                        | 15                                        | 13G, 16, 37 | Ifjabb Ocskay Gábor Jégcsarnok                                                   |
| 19                                        | 21                                        | 19                                        | 21                                        | Seregélyesi út / Mártírok útja            | 10                                        | 11                                        | 14                                        | 16, 37 | Lidl                                                                             |
| 20                                        | 23                                        | 20                                        | 23                                        | Bácskai utca                              | 9                                         | 9                                         | 13                                        | 14 |                                                                                  |
| 21                                        | 24                                        | 21                                        | 24                                        | Pancsovai utca                            | 8                                         | 8                                         | 12                                        | 14 |                                                                                  |
| 22                                        | 25                                        | 22                                        | 25                                        | Berkes Ferenc lakótelep                   | 7                                         | 7                                         | 11                                        | 14, 14G |                                                                                  |
| 23                                        | 26                                        | 23                                        | 26                                        | Zimonyi utca                              | 6                                         | 6                                         | 10                                        | 14 |                                                                                  |
| 24                                        | 27                                        | ∫                                         | ∫                                         | (↓) Szivárvány Óvoda                      | ∫                                         | ∫                                         | ∫                                         | 17, 22 |                                                                                  |
| 26                                        | 29                                        | ∫                                         | ∫                                         | (↓) Zombori út                            | ∫                                         | ∫                                         | ∫                                         | 17, 22 707, 747, 748, 749, 750, 751, 757, 758, 759 |                                                                                  |
| 28                                        | 30                                        | ∫                                         | ∫                                         | (↓) Bereznai utca                         | ∫                                         | ∫                                         | ∫                                         | 22 |                                                                                  |
| 29                                        | 31                                        | 24                                        | 27                                        | Köfém lakótelep Érkező végállomás / (↑)   | 5                                         | 5                                         | 9                                         | 14, 14G, 17, 22 707, 740, 748 | Arconic-Köfém                                                                    |
| –                                         | –                                         | ∫                                         | ∫                                         | Bereznai utca (↑)                         | 4                                         | 4                                         | ∫                                         | 22 |                                                                                  |
| –                                         | –                                         | ∫                                         | ∫                                         | Zombori út (↑)                            | 2                                         | 2                                         | ∫                                         | 17, 22 707, 747, 748, 749, 750, 751, 757, 758, 759 |                                                                                  |
| –                                         | –                                         | ∫                                         | ∫                                         | Szivárvány Óvoda Induló végállomás        | 0                                         | 0                                         | ∫                                         | 17, 22 |                                                                                  |
| –                                         | –                                         | 25                                        | 28                                        | Palánkai utca                             | –                                         | –                                         | 8                                         | 14G | ALDI, Merx Áruház                                                                |
| –                                         | –                                         | 26                                        | 29                                        | Bokor utca                                | –                                         | –                                         | 7                                         | 14G |                                                                                  |
| –                                         | –                                         | 27                                        | 30                                        | Málna utca                                | –                                         | –                                         | 6                                         | 14G, 24, 37 | Alba Aréna                                                                       |
| –                                         | –                                         | 28                                        | 31                                        | Mályva utca                               | –                                         | –                                         | 5                                         | 14G, 24, 37 |                                                                                  |
| –                                         | –                                         | 30                                        | 33                                        | Berkenye utca                             | –                                         | –                                         | 3                                         | 14G, 24, 37 |                                                                                  |
| –                                         | –                                         | 31                                        | 34                                        | Rozmaring utca                            | –                                         | –                                         | 2                                         | 14G, 37 |                                                                                  |
| –                                         | –                                         | 32                                        | 35                                        | Kamilla utca                              | –                                         | –                                         | 1                                         | 14G, 24, 37 |                                                                                  |
| –                                         | –                                         | 33                                        | 36                                        | Babér utca                                | –                                         | –                                         | 0                                         | 12Y, 13G, 14G, 16, 42 |                                                                                  |